# Trọng Nhân
Nguyễn Trọng Nhân (sinh ngày 28 tháng 11 năm 2007) là một nhà vô địch của cuộc thi Tìm kiếm tài năng: Vietnam's Got Talent (mùa 4) năm 2016 và Nhí tài năng (mùa 1) năm 2014 với khả năng đánh trống.

## Đời tư
Trọng Nhân sinh ra trong một gia đình Công giáo, tại Đà Lạt, hiện là một thành viên của Phong trào Thiếu nhi Thánh thể, và hiện đang là học sinh lớp bốn tiểu học. Sau khi đoạt giải quán quân của cuộc thi Vietnam's got talent 2016, Trọng Nhân nhận được học bổng học văn hóa tại trường quốc tế và học bổng âm nhạc tại trường SOUL Music & Performing Arts Academy - SMPAA của ca sĩ Thanh Bùi, nên gia đình Trọng Nhân quyết định chuyển hẳn lên TPHCM để sinh sống để em có thể theo học các chương trình đào tạo bài bản.

## Đánh giá
Các tiết mục mà Trọng Nhân đã thi trong 2 cuộc thi trên bao gồm:
- Nhí tài năng 2014: 1. Ngựa ô thương nhớ (vòng loại), 2. Đám cưới chuột (vừa đánh trống vừa hát, vòng chung kết)
- Vietnam's got talent 2016: 1. Nightmare (vòng loại chọn top 49), 2. Final Countdown (vòng bán kết, có ca sĩ Đinh Tuấn Khanh - Microwave hỗ trợ phần hát), 3. It's my life (vòng chung kết, có ca sĩ Hoàng Nghĩa và nghệ sĩ trống Quốc Bình hỗ trợ phần hát và phụ diễn) và 4. Ngọn lửa cao nguyên (Gala chung kết, vừa đánh trống vừa hát)

## Giải thưởng
- Quán quân của chương trình "Nhí tài năng - 2014" (mùa 1)
- Quán quân của Tìm kiếm tài năng: Vietnam's Got Talent 2016 (mùa 4)